# Premium Records
Premium Records est un label discographique indépendant américain, anciennement basé à Chicago, dans l'Illinois, actif entre 1950 et 1951. Le label a une vie courte mais en 1951, Simpkins crée United Records.

## Histoire
Premium Records est fondé à Chicago en 1950 par Lee Egalnick et Lewis Simpkins, après la fin de leur précédent label, Miracle, et produit des disques de blues, de rhythm and blues et de gospel.
Premium Records faisait partie des petites entreprises indépendantes et éphémères qui existaient à Chicago dans la première moitié des années 1950. Elle est fondée en mai 1950 par Lee Egalnick pour succéder à son label Miracle Records avec son partenaire commercial, l'A&R Lew Simpkins. Le label avait son siège social au 2326 South Michigan Avenue, le Record Row de la ville. Les premières publications sont des disques en shellac du Lynn Hope Quartett, du Miff Mole Dixieland Quintett, et de Memphis Slim.
En outre, les enregistrements Miracle d'artistes tels que Robert Anderson, le groupe de gospel The Holy Wonders et Eddie Chamblee sont réédités. En 1950 et 1951, Premium enregistre Rhythm Willie, Sarah McLawler, Terry Timmons, le Jimmy Bell Trio, Jack Cooley, Jesse Cryor, Tab Smith, Danny Overbea et quatre morceaux avec une formation dirigée par Sonny Stitt. En 1951, la société avait encore produit 35 faces ; finalement, pour des raisons financières, Premium ne pouvait plus faire enregistrer ses artistes dans les United Broadcasting Studios. Après les derniers enregistrements de Memphis Slim et Terry Timmons avec orchestre (I'm Crying) en juillet 1951, la fin du label Premium arrive. En été 1951, Lew Simpkins quitte l'entreprise et fonde avec Leonard Allen le label United Records, qui reprend avec son sous-label States Records de nombreux artistes qui avaient enregistré sur Miracle et Premium, comme Memphis Slim ou Tab Smith. Après la fin du label Premium en automne 1951, Egalnick vend 40 bandes master à Chess Records, notamment celles de Sarah McLawler, Eddie Chamblee, Tab Smith, Memphis Slim et Sonny Stitt.

## Artistes
Les principaux artistes du label sont : Memphis Slim, Eddie Chamblee, Tab Smith, Terry Timmons, Sarah McLawler, Danny Overbea, et Lynn Hope.